# Zacharia Kiprotich
Zacharia Kiprotich (ur. 28 lutego 1994) – ugandyjski lekkoatleta specjalizujący się w biegach długich.
Brązowy medalista igrzysk olimpijskich młodzieży (2010) w biegu na 2000 metrów z przeszkodami. W 2011 zdobył na tym dystansie brąz mistrzostw świata juniorów młodszych oraz srebro na igrzyskach Wspólnoty Narodów młodzieży. 
Rekord życiowy w biegu na 2000 metrów z przeszkodami: 5:37,98 (8 lipca 2011, Lille Metropole).

## Osiągnięcia
| Rok  | Impreza                               | Miejsce         | Konkurencja                   | Pozycja    | Wynik   |
| ---- | ------------------------------------- | --------------- | ----------------------------- | ---------- | ------- |
| 2010 | Igrzyska olimpijskie młodzieży        | Singapur        | bieg na 2000 m z przeszkodami | 3. miejsce | 5:41,25 |
| 2011 | Mistrzostwa świata juniorów młodszych | Lille Metropole | bieg na 2000 m z przeszkodami | 3. miejsce | 5:37,98 |
| 2011 | Igrzyska Wspólnoty Narodów młodzieży  | Douglas         | bieg na 2000 m z przeszkodami | 2. miejsce | 5:43,93 |